# Ubangi (Fluss)
Der Ubangi [uˈbaŋ.gɪ] (auch Oubangui) ist ein etwa 1120 km langer rechter Nebenfluss des Kongo in Zentralafrika. Mit einer Wasserführung von 5936 m³/s ist er der zweitgrößte Nebenfluss des Kongo.

## Flusslauf
Der Ubangi entsteht auf der Grenze der Demokratischen Republik Kongo (DR Kongo) und der Zentralafrikanischen Republik bei Yakoma aus dem Zusammenfluss von Mbomou und Uele (Hauptquellfluss). Er fließt zunächst etwa 370 km in westlicher Richtung, wendet sich dann in einem langgestreckten Bogen nach Südwesten und durchfließt wesentlich später die zentralafrikanische Hauptstadt Bangui. 

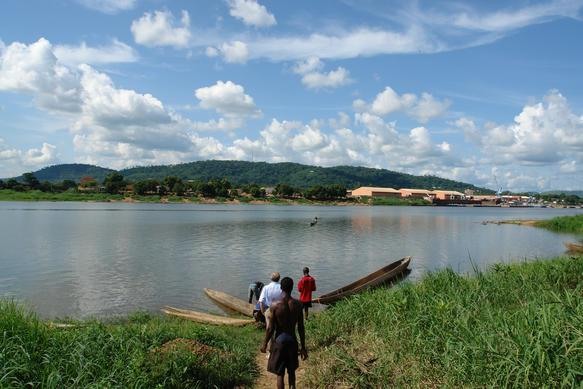
Der Ubangi bei Bangui

 Stromab von Bangui bildet der Ubangi noch für weitere rund 100 km die natürliche Grenze der zuvor genannten Staaten und von dort bis zu seiner Mündung die Grenze zwischen der DR Kongo und der Republik Kongo. Der Ubangi mündet rund 550 km unterhalb von Bangui bzw. etwa 90 km südwestlich von Mbandaka in den Kongo.
Zusammen mit dem Uelle, seinem linken, größeren Quellfluss, ist der Ubangi 2272 km lang.
In der Zentralafrikanischen Republik ist der Ubangi insbesondere unterhalb Bangui seit 1962 schiffbar, nachdem zwischen Zangi und Mongo ein 2,5 m tiefer Kanal gebaut worden war und die die Stromschnellen umfahrende Bahnlinie Zangi-Mongo ersetzte. Er ist einer der wichtigsten Transportwege, weil viele Straßen während der Regenzeit oft überflutet sind.
Der Fluss ist außerdem die Heimat eines zur Hechtlingsgattung Epiplatys gehörenden Fisches, des Epiplatys multifasciatus.

## Hydrometrie
Die Durchflussmenge des Flusses wurde durch 83 Jahre (1911–94) in Bangui, etwa 550 km oberhalb der Mündung in m³/s gemessen. Die in Bangui beobachtete mittlere jährliche Durchflussmenge betrug in diesem Zeitraum 4092 m³/s.
- Diagrammdaten:
- Definition |
- Rohdaten |
- Hilfe